# M2o TV
m2o TV è una web tv musicale prodotto da Elemedia appartenente a GEDI Gruppo Editoriale.

## Storia
m2o TV viene accesa il 26 marzo 2013 sulla piattaforma digitale terrestre nel mux Rete A 2 su LCN 158 (posizione usata precedentemente da Radio Capital TiVù). Per circa un mese, l'emittente ha mandato in onda, a ripetizione, una serie di videoclip mixati e dei promo che annunciavano la prossima partenza del canale.
Il 24 aprile 2013 inizia la rotazione dei videoclip singoli (comprensivi di grafica di presentazione) e viene introdotto un nuovo logo animato che alterna il logo della relativa radio con quello di m2o TV.
Il 21 giugno 2013 avviene il lancio ufficiale del canale. Solo per quest'occasione, vengono mandati in onda, tra le 13 e le 18 e tra le 20 e le 22, i video musicali delle stesse canzoni che vengono trasmesse sulla radio affiliata.
Dal 24 dicembre 2013 è stato trasmesso il primo programma chiamato Mix non stop, il quale ha avuto una durata di 24 ore il 31 dicembre 2013.
Dal 1º ottobre 2016 m2o TV viene trasmesso in esclusiva su Sky Italia al canale 712 e in streaming su internet, mentre dal 1º gennaio 2019 lascia Sky trasmettendo unicamente in streaming sul sito web della radio.
Dal 16 maggio 2022, l'emittente torna in onda sul digitale terrestre esclusivamente in streaming in modalità HbbTV sulle Smart TV abilitate.

## Programmi
- Mix non stop